# Schi acrobatic la Jocurile Olimpice de iarnă din 2022 - sărituri (mixt)
Proba de schi acrobatic, sărituri mixt de la Jocurile Olimpice de iarnă din 2022 de la Beijing, China a avut loc pe 10 februarie 2022 la Genting Snow Park. Va fi pentru prima dată când va avea loc acest eveniment la Jocurile Olimpice.

## Program
Orele sunt orele Chinei (ora României + 6 ore).
| Dată         | Ora         | Rundă  |
| ------------ | ----------- | ------ |
| 10 februarie | 19:00–20:15 | Finală |

## Rezultate finală
| Loc | Nr. de concurs | Țară                                                                                   | Finala 1                    | Finala 2                   |
| --- | -------------- | -------------------------------------------------------------------------------------- | --------------------------- | -------------------------- |
| 1   | 2 2–1 2–2 2–3  | Statele Unite ale Americii · Ashley Caldwell · Christopher Lillis · Justin Schoenefeld | 330,55 104,31 101,81 124,43 | 338,34 88,86 135,00 114,48 |
| 2   | 1 1–1 1–2 1–3  | China · Xu Mengtao · Jia Zongyang · Qi Guangpu                                         | 336,89 94,01 124,78 118,10  | 324,22 106,03 96,02 122,17 |
| 3   | 5 5–1 5–2 5–3  | Canada · Marion Thénault · Miha Fontaine · Lewis Irving                                | 326,94 93,06 113,97 119,91  | 290,98 62,74 116,48 111,76 |
| 4   | 3 3–1 3–2 3–3  | Elveția · Alexandra Bär · Pirmin Werner · Noé Roth                                     | 300,62 65,83 128,00 106,79  | 276,01 57,01 109,00 110,00 |
| 5   | 4 4–1 4–2 4–3  | COR Liubov Nikitina Ilya Burov Stanislav Nikitin                                       | 295,97 79,66 97,28 119,03   | NC                         |
| 6   | 6 6–1 6–2 6–3  | Belarus · Hanna Huskova · Stanislau Hladchenko · Maxim Gustik                          | 273,67 84,73 89,92 99,12    | NC                         |